# Lost Lake Woods
Lost Lake Woods é uma Região censo-designada localizada no estado americano de Michigan, no Condado de Alcona.

## Demografia
Segundo o censo americano de 2000, a sua população era de 339 habitantes.

## Geografia
De acordo com o United States Census Bureau tem uma área de
13,4 km², dos quais 13,0 km² cobertos por terra e 0,4 km² cobertos por água.

## Localidades na vizinhança
O diagrama seguinte representa as localidades num raio de 32 km ao redor de Lost Lake Woods.